# Christian Friedrich Ludwig
Christian Friedrich Ludwig (1757-1823) fue un botánico, geólogo, médico alemán. Trabajó activamente en la Universidad de Leipzig.

## Algunas publicaciones
- Tilesius, WG; CF Ludwig. 1793.  Historia Pathologica Singvlaris Cvtis Tvrpitvdinis Io. Godofredi Rheinhardi Viri L. Annorvm : Praefatvs Est D. Christianvs Fridericvs Lvdwig Prof. Lipsiensis = Von Johann Gottfried Rheinhardts Hautkrankheit : Mit einer Vorrede von Dr. Christian Friedrich Ludwig Professor in Leipzig. Ed. Leipzig : Crusius. 17 pp. [3] gef. Bl : IV Ill. (Kupferst. color) ; 2°
- Ludwig, CF. 1796.  Grundriss der Naturgeschichte der Menschenspecies, für akademische Vorlesungen entworfen von Christian Friedrich Ludwig. Ed. Leipzig : Schwickert. xii + 314 pp.
- ----. 1798-1799. Pflanzenreich nach Carl von Linnés Natursysteme. Ed. Leipzig, C. Fritsch, 3 vols.
- Mascagni, P; CF Ludwig. 1799. Vasorum lymphaticorum corporis humani Historia. <dt:>]. Neue Theorie der Absonderungen durch unorganische Poren u. dessen Geschichte der Lymphgefäße. Aufs neue hrsg. u. mit e. 2. Th. worin Das Daseyn der Gefäße der zweyten Art behauptet u. die Absonderung durch unorganische Poren widerlegt wird, verm. von Peter Lupi. Aus d. Lat. übers. Übers. Christian Friedrich Ludwig. Th. 1.2. Ed. Leipzig : Weidmann. Vasorum lymphaticorum corporis humani historia et ichnographia

Vasorum lymphaticorum corporis humani historia et ichnographia

- Ludwig, CF. 1800.  Handbuch der Botanik : zu Vorlesungen für Aertze und Oekonomen entworfen von Christian Friedrich Ludwig. Ed. Leipzig : Fritsch. xiv + 578 pp., 4 planch. : ilustr.
- ----. 1803-1804. Handbuch der Mineralogie, nach A. G. Werner, zu Vorlesungen entworfen von Christian Friedrich Ludwig. Ed. Leipzig : S. L. Crusius. 2 tomos en 1 vol. in-8°
- ----. 1806.  Einleitung in die Bücherkunde der praktischen Medizin... von Dr. Christian Friedrich Ludwig. Ed. Leipzig : S. L. Crusius. 512 pp.
- Progr. Diagnostices chirurgicae fragmenta I et II.: De anevrysmate vero interno. Leipzig 1805 Introductio in rem litterariam praxeos medicae; oder Einleitung in die Bücherlunde der praktischen Medicin; zum Gebrauche praktischer Aerzte, und zu Vorlesungen bestimmt. Leipzig 1806
- Progr. Catalecta litteraria physica et medica. I. Leipzig 1806 II und III. Leipzig 1808
- Progr. de mulomedicina in civitate regenda. Leipzig 1807
- Progr. de venaesectione inselici. Leipzig 1807
- Progr. I-VIII. de nosogenia in vasculis minimis. Leipzig 1809-19
- Progr. I – IV. Series epistolarum virorum celeberrimorum praeteriti seculi ad C. G. Ludwig,
- Prof. Med. Lips. Scriptorum. Leipzig 1809-1812
- Progr. I –II Initia saunae Saxonicaae. Leipzig 1810
- Ueber die Ausermittlung eines Medicinalfonds in einem Staate. Leipzig 1811
- Progr. de artis obstetriciae in academia et civitate Lipsiensi incrementis. Leipzig 1811
- Progr. I-II. de damno et calamitate, quae in sanitatem publicam et societatem ex perpetuo bello redundat. Leipzig 1814-1815
- Progr. I-IV. Adversaria ad medicinam publicam. Leipzig 1816
- Progr. I-II. Saxonia merita in medicinam publicam, ab a. 1768 ad a. 1818. Leipzig 1818
- Progr. Historia insitionis variolarum vaccinarum Continuat. I. Leipzig 1820
- Progr. I-II. de diastasi. Leipzig 1820

- La abreviatura «C.F.Ludw.» se emplea para indicar a Christian Friedrich Ludwig como autoridad en la descripción y clasificación científica de los vegetales.[2]